# Abutre-de-cabeça-branca
O abutre-de-cabeça-branca (Trigonoceps occipitalis) ou jagudi-real é uma espécie de abutre endêmica do continente africano.É um abutre de médio porte, com um comprimento 72-82 cm, envergadura de 210-230cm e peso 3.5-4.7 kg, as fêmeas pesam mais que os machos chegando até 4.7 kg.